# 奧利佛·諾伍德
奧利佛·詹姆斯·諾伍德（1991年4月12日—）是英國的一位足球運動員，在場上司職中場。他出身自曼聯的青訓營，他現在效力於英冠球隊斯托克港。在這之前他曾效力於哈德斯菲爾德足球俱樂部。雖然他出生在英格蘭並且曾代表英格蘭參加青年隊賽事，但他選擇代表北愛爾蘭參加國際足球賽事。

## 外部連結
- 足球数据库：Oliver Norwood的球员统计数据
- Profile at ManUtd.com
- 奧利佛·諾伍德在 National-Football-Teams.com 上的出场纪录
- Profile （页面存档备份，存于） at Northern Ireland's Footballing Greats
- Northern Ireland stats at Irish FA
- England stats[] at theFA